# Consolidated Fleetster
El Consolidated Model 17 Fleetster fue un avión monoplano de transporte ligero estadounidense de los años 20, construido por la Consolidated Aircraft Corporation.

## Diseño y desarrollo
El Fleetster recibió el Certificado de tipo Aprobado Número 369 el 29 de septiembre de 1930. Fue diseñado para cubrir un requerimiento de la New York, Rio and Buenos Aires Line (NYRBA) por un avión que sirviera en las rutas costeras de Sudamérica. El Fleetster tenía un  aerodinámico fuselaje monocasco totalmente metálico con un ala de madera. La planta motriz era un motor radial Pratt & Whitney R-1860 Hornet B de 429 kW (575 hp). Estaba disponible como avión terrestre o hidroavión y podía acomodar hasta 8 pasajeros, aunque los tres aviones de la NYRBA fueron equipados con dos asientos de anchura total, cada uno para tres pasajeros.
Una versión de ala en parasol (el Model 20 Fleetster) también fue desarrollada con el ala soportada por cuatro apoyos cortos. La cabina abierta fue trasladada detrás de la cabina de pasajeros y el espacio resultante fue usado como compartimento de carga. Se construyeron tres aviones para la NYRBA y un cliente privado canadiense.
En 1932, una versión de bombardeo en picado embarcada (Model 18) fue evaluada por la Armada de los Estados Unidos, como XBY-1, que no fue ordenada, pero que fue el primer avión con revestimiento sometido a esfuerzos, y el primer avión con la llamada “ala húmeda”  de depósitos de combustible integrales en las alas operado por la Armada.  

## Variantes

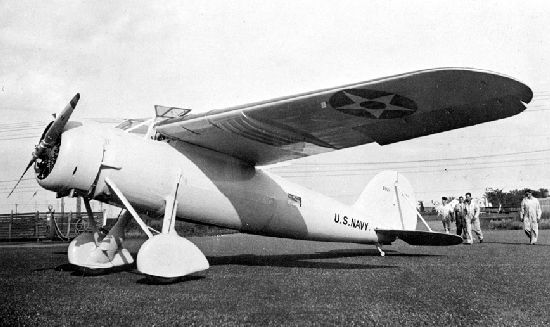
El XBY-1.

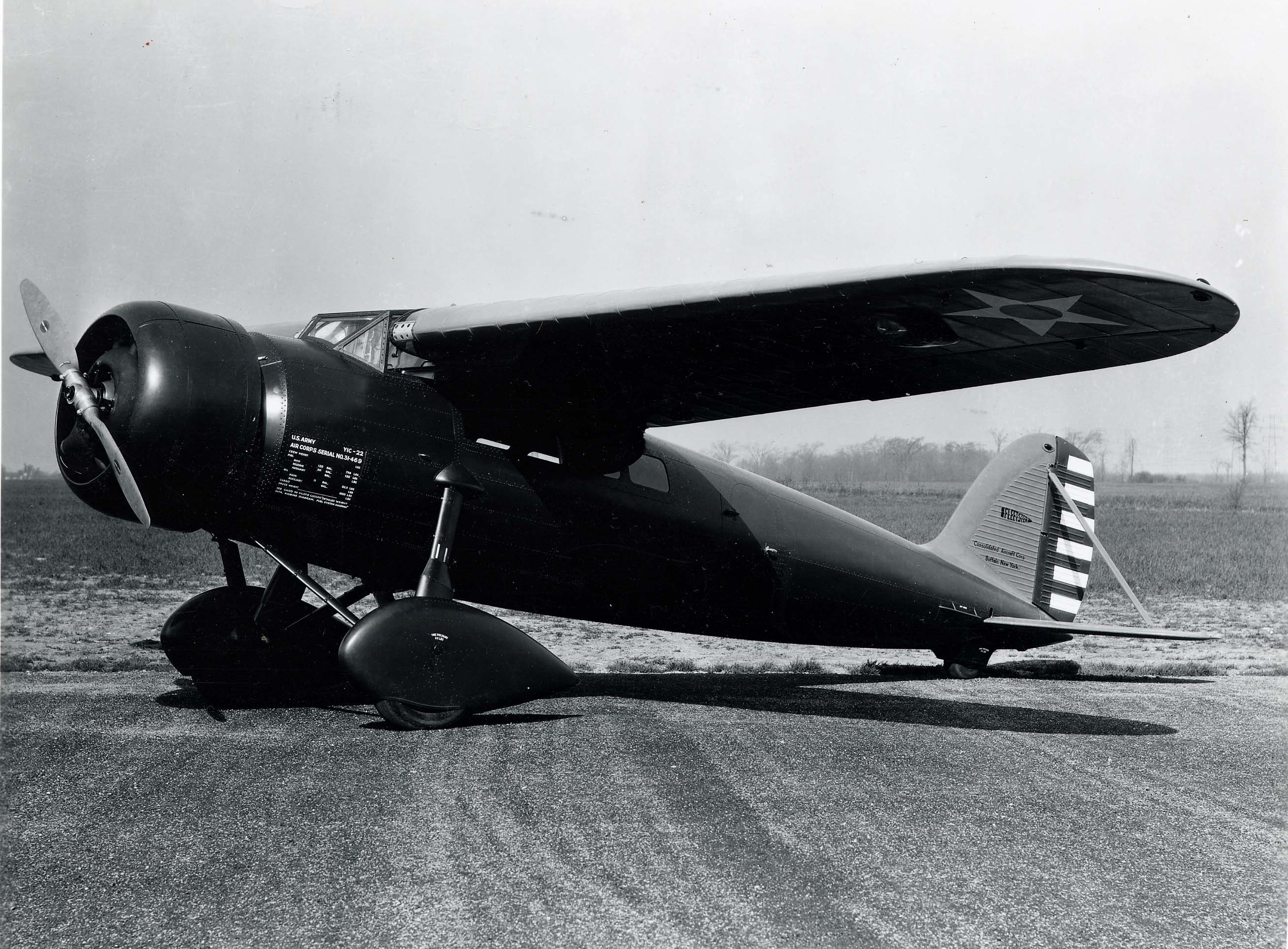
Un Y1C-22.

Model 17-1 
Variante de producción propulsada por un Pratt & Whitney R-1860 Hornet B para la NYRBA. 
Model 17AF
Versión de nueve pasajeros propulsada por un motor radial Wright R-1820E Cyclone de 429 kW (575 hp), tres construidos para la Ludington Airline. El ala tenía envergadura y área aumentados para dar un peso máximo al despegue incrementado.
Model 17-2AC
 Un avión propulsado por un motor radial Wright R-1820E Cyclone de 429 kW (575 hp).
Model 18
Bombardero embarcado biplaza para la Armada estadounidense con ala revisada (envergadura de 15,24 m), presentando un depósito de combustible integral. Equipado con una bodega de bombas interna capaz de llevar una bomba de 450 kg y propulsado por un motor R-1820-78 de 448 kW (600 hp). Uno construido, evaluado como XBY-1 (BuNo 8921).
Model 20-1
 Versión de ala en parasol del Model 17 para la NYRBA, cuatro construidos.
Model 20-A
 La versión de producción para la Transcontinental & Western Air era una variante de cambio rápido para trabajar con pasajeros o carga, siete construidos.
C-11
 Un Model 17 comprado para ser usado por el Subsecretario de Guerra estadounidense y designado Y1C-11, más tarde modificado al estándar Model 17-2 y redesignado C-11A.
C-22
 Versión refinada del Model 17 para el Cuerpo Aéreo del Ejército de los Estados Unidos, tres construidos. 

## Operadores
Argentina
- Armada Argentina: un Model 17, codificado T-202.

 España
- Fuerzas Aéreas de la República Española: Model 20-A.

 Estados Unidos
- Armada de los Estados Unidos
- Cuerpo Aéreo del Ejército de los Estados Unidos

## Especificaciones (Model 17)
Referencia datos: General Dynamics Aircraft and their Predecessors

### Características generales
- Tripulación: Uno (piloto)
- Capacidad: Ocho pasajeros
- Longitud: 9,7 m (31,8 ft)
- Envergadura: 13,7 m (45 ft)
- Altura: 3,1 m (10,2 ft)
- Superficie alar: 29,1 m² (313,5 ft²)
- Peso vacío: 1512 kg (3332,4 lb)
- Peso máximo al despegue: 2545 kg (5609,2 lb)
- Planta motriz: 1× motor radial de nueve cilindros en una fila refrigerado por aire Pratt & Whitney R-1860 Hornet B.
  - Potencia: 429 kW (591 HP; 583 CV)

### Rendimiento
- Velocidad máxima operativa (Vno): 290 km/h (180 MPH; 157 kt)
- Velocidad crucero (Vc): 246 km/h (153 MPH; 133 kt)
- Alcance: 1086 km (586 nmi; 675 mi)
- Techo de vuelo: 5485 m (17 995 ft)

## Aeronaves relacionadas

### Secuencias de designación
- Secuencia Numérica (interna de Consolidated): ← 14 - 15 - 16 - 17 - 18 - 20 - 21 - 22 - 23 →
- Secuencia C-_ (Aviones de Carga del USAAC/USAAF/USAF, 1924-1962): ← C-8 - C-9 - C-10 - C-11 - C-12 - C-14 - C-15 -- C-19 - C-20 - C-21 - C-22 - C-23 - C-24 - C-25 →
- Secuencia B_Y (Bombarderos de la Armada estadounidense, 1931-1943 (Consolidated, 1926-1954)): BY - B2Y
- Secuencia Numérica (Aeronaves del Ejército del Aire español, 1939-1945): ← 45 (I) - 45 (II) - 46 - 47 - 60 - 61 - 62 →
- Secuencia L._ (Aeronaves Utilitarias del Ejército del Aire español, 1945-1954): ← L.14 - L.15 - L.16 - L.17 - L.18 - L.19 - L.20